# حضرة المتهم أبي (مسلسل)
حضرة المتهم أبي هو مسلسل مصري من إنتاج عام 2006 يناقش الحال بين الآباء والأبناء وصراع الأجيال والأفكار، وذلك حينما أطلّ علينا نور الشريف بشخصيّة الأستاذ عبد الحميد مدرّس اللغة العربية المتوسّط الحال والذي يكافح في الحياة ويحاول تعليم أبناءه القيم والأخلاق المنسيّة في هذا الزمان، ولكن تواجهه المتاعب عندما تقع مشكلة بين ابنه الأكبر(احمد) وبين أعضاء النادي الأغنياء ويقوموا بضرب أحمد، ويتمّ الضغط عليه لمحاولة التنازل عن حقّ ابنه بكلّ السُبل.ولكن نور الشريف يأبى ان يتنازل عن حق ابنه احمد ولهذا السبب تواجه الأستاذ عبد الحميد مصاعب كثيرة منهااتهامه بالاعتداء على تلميذة لديه ومحاربة زوج ابنته علي بعدم الذهاب إلى البعثة وتتوالى الأحداث حيث يقوم أحمد بعقد اتفاق مع تاجر مخدرات في منطقته مقابل مساعدة أحمد في ضرب الاغنياء.